# 김정환 (1987년)
김정환(1987년 3월 23일 ~ )은 대한민국의 전직 스타크래프트 프로게이머였다. ToSky[S.G]라는 아이디를 사용하며, 종족은 저그이다. 전 화승 OZ 소속이다.
2003년부터 프로게이머 활동을 시작하였으며, 2005년 상반기 드래프트에서 Plus(현 화승 OZ)의 1차 지명으로 입단하였다.
STX SouL의 소속 선수인 김윤환의 형이기도 하다.(김윤환과 동일한 종족)
2009년 7월 11일 공식적으로 은퇴를 선언하였다.

## 주요 기록
- 2004년 서울호서전문학교배 스타크래프트 대회 우승
- 2006년 로지텍 G-Festival 4위
- 2008년 곰TV TG삼보-인텔 클래식 2008 시즌1 32강
- 2008년 곰TV TG삼보-인텔 클래식 2008 시즌2 32강